# Kessel-Lo
Kessel-Lo är en ort i Belgien.   Den ligger i provinsen Flamländska Brabant och regionen Flandern, i den centrala delen av landet, 27 km öster om huvudstaden Bryssel. Kessel-Lo ligger 35 meter över havet och antalet invånare är 27 755.
Terrängen runt Kessel-Lo är platt. Runt Kessel-Lo är det tätbefolkat, med 266 invånare per kvadratkilometer.. Närmaste större samhälle är Leuven, 2,6 km väster om Kessel-Lo. 
Runt Kessel-Lo är det i huvudsak tätbebyggt.